# Borner Moor
Das Borner Moor ist ein Naturschutzgebiet in der niedersächsischen Gemeinde Hagen im Bremischen im Landkreis Cuxhaven.

## Allgemeines
Das Naturschutzgebiet mit dem Kennzeichen NSG LÜ 094 ist rund 92 Hektar groß. Das Gebiet steht seit dem 16. Juni 1984 unter Naturschutz. Zuständige untere Naturschutzbehörde ist der Landkreis Cuxhaven.

## Beschreibung
Das ehemalige Hochmoor liegt zwischen Hagen im Bremischen und Uthlede. Es grenzt direkt an die A 27 und liegt fast vollständig westlich dieser. Während des Autobahnbaus wurde es als Spülfeld genutzt. Durch feine Sinkstoffe, die das Moor abdeckten, wurde die Moorvegetation weitgehend zerstört. Durch die Unterschutzstellung soll u. a. gewährleistet werden, dass sich das Moor wieder entwickeln kann. Weiterhin sichert die Unterschutzstellung das Gebiet für Sukzessionsstudien.
Im Süden grenzt das Naturschutzgebiet an das Kuhfleth, der das Gebiet über den Aschwarder Flutgraben zur Weser entwässert.